# Distrikt Colta
Der Distrikt Colta liegt in der Provinz Páucar del Sara Sara in der Region Ayacucho in Südzentral-Peru. Der Distrikt wurde am 24. Juli 1952 gegründet. Er besitzt eine Fläche von 248 km². Beim Zensus 2017 wurden 496 Einwohner gezählt. Im Jahr 1993 lag die Einwohnerzahl bei 366, im Jahr 2007 bei 797. Sitz der Distriktverwaltung ist die 3300 m hoch gelegene Ortschaft Colta mit 324 Einwohnern (Stand 2017). Colta liegt 14 km nordnordöstlich der Provinzhauptstadt Pausa. An der östlichen Distriktgrenze befindet sich der 4980 m hohe Schlackenkegel Cerro Auquihuato.

## Geographische Lage
Der Distrikt Colta liegt in der Cordillera Volcánica zentral in der Provinz Páucar del Sara Sara. Er wird im Südwesten vom Río Huanca Huanca sowie im Nordosten und im Süden vom Río Oyolo begrenzt.
Der Distrikt Colta grenzt im äußersten Süden an den Distrikt Pausa, im Westen an die Distrikte Lampa und Marcabamba, im Nordwesten an den Distrikt San Javier de Alpabamba, im Nordosten und im Osten an den Distrikt Oyolo sowie im Südosten an die Distrikte San José de Ushua und Corculla.

## Ortschaften
Neben dem Hauptort gibt es folgende größere Ortschaften im Distrikt:
- Chiqchipampa
- Jawanamarca
- Llamoqpampa
- Pomacocha
- Vilcar
- Vitama